# 小牧市立本庄小学校
小牧市立本庄小学校（こまきしりつ ほんじょうしょうがっこう）は、愛知県小牧市にある市立の小学校である。登校時間は8時10分まで。

## 沿革
- 1976年（昭和51年）4月 - 開校。

## 周辺
- 本庄保育園